# نظيرة الديفوسية الشاوغوانية
نظيرة الديفوسية الشاوغوانية (الاسم العلمي: Paradevosia shaoguanensis) هي نوع من البكتيريا، تتبع جنس نظيرة الديفوسية، وهي بكتيريا عصوية سلبية الغرام مع سوطٍ منفردٍ في جهةٍ واحد (قطبِ واحد). كانت قد عُزلت من مياه الصرف الصحي بفحم الكوك في الصين.